# Michael Pappert
Michael Pappert, né le 15 août 1957, à Aix-la-Chapelle, en Allemagne de l'Ouest, est un ancien joueur allemand de basket-ball. Il évolue durant sa carrière au poste d'ailier.

## Palmarès
- Coupe d'Allemagne 1980, 1981, 1983, 1986, 1987